# Ábrahám Máté
Ábrahám Máté (Budapest, 1995–) gimnáziumi tanulóként a kormány oktatáspolitikája elleni tiltakozásokon középiskolai diákság szószólója lett. 2012. december 10-én társaival megalakította a Diákellenállás a Felsőoktatásért (DEF) elnevezésű szervezetet az országossá kiépítés szándékával, majd később részt vett a Középiskolai Hálózat (KiHa) megalapításában is, melyből 2013. májusának végén személyes konfliktusok miatt távozott. 2012 decemberében két tüntetésen is mondott nagy feltűnést keltő beszédet. Szónoki karrierje tovább folytatódott, amikor Mendrey László felkérte, hogy legyen a PDSZ pedagógusnapi tüntetésének konferansziéja. Többször szerepelt Havas Henrik Havas a pályán című műsorában az ATV-n.
Szülei pedagógusok, apja Ábrahám Attila olimpiai bajnok kajakozó, a Magyar Kajak-Kenu Szövetség főtitkára., ezt a posztját 2014 augusztusáig töltötte be. Anyja a Fitness Akadémia igazgatója, társtulajdonos. Ábrahám Máté vagy jogra, vagy valamilyen diplomáciai pályára készül.
Az Index internetes újság Ábrahám Mátét az új Orbán Viktornak nevezte el, de a facebookos kommentekben Petőfiként is emlegették.